# Fiat Pininfarina Coupé e Cabriolet
Le Fiat Coupé e Cabriolet, carrozzate dalla Pininfarina, sono autovetture sportive prodotte dalla casa automobilistica italiana FIAT tra il 1959 ed il 1966 e derivate dalla Fiat 1200 Granluce Trasformabile.

## Il contesto

Una Fiat 1500 spider al Concorso d'eleganza a Cortina d'Ampezzo nell'estate del 1959

Fiat Pininfarina 1500 Coupé

Nella seconda metà degli anni cinquanta la casa di Torino decise di realizzare, utilizzando la meccanica e il pianale della 1200 Trasformabile, una spider dal gusto più elegante ed Europeo. La raffinata (e molto classica) carrozzeria disegnata da Pininfarina ricopriva una meccanica assolutamente invariata (salvo un lieve incremento di potenza a 59 CV del 4 cilindri di 1221 cm³). Nonostante il nome ufficiale fosse 1200 Cabriolet, la nuova vettura (lanciata nel 1959) era una vera spider a due posti.

## Storia e evoluzione
Alla fine dello stesso anno la versione con motore da 1,2 litri venne affiancata dalla più potente 1500 S Cabriolet, mossa da un motore bialbero OSCA di 1491 cm³, capace di erogare 80 CV, derivato direttamente dal motore Osca MT4. La 1500 S, riconoscibile per la nuova mascherina che riprendeva quella del 1200, aveva anche freni anteriori a disco. Alcune 1500S venivano allestite direttamente nelle officine OSCA ed erano riconoscibili esteticamente per qualche appendice in più aerodinamica che le rendeva più aggressive nella linea e soprattutto il motore aveva 20 CV in più rispetto alle cugine prodotte in casa Fiat. Queste fuoriserie sono tuttora molto ricercate perché molto rare.

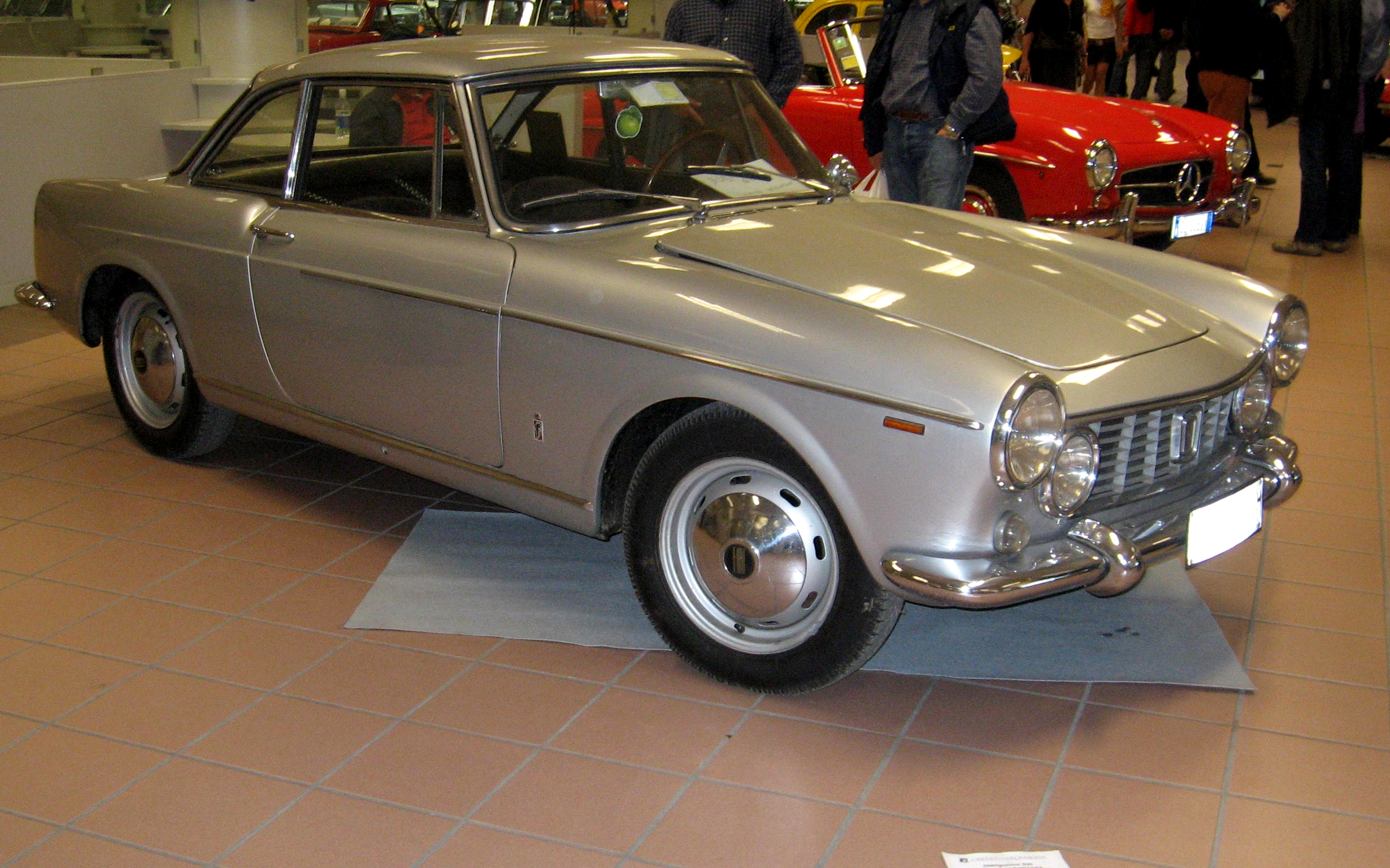
Fiat 1600 S Coupé

Nel 1963, due anni dopo il lancio della Fiat 1500 Berlina, la 1200 Cabriolet, adottò il motore di 1481 cm³ da 72 CV, diventando 1500 Cabriolet. La meccanica, arricchita dei freni anteriori a disco, rimaneva motore a parte, quella della precedente 1200. Accanto alla nuova 1500 era disponibile la più potente 1600 S, sia spider che, per la prima volta, coupé, mossa da una versione di cilindrata maggiorata a 1568 cm³ (90 CV) del motore Osca, dotata di freni a disco su tutte e quattro le ruote e riconoscibile per una presa d'aria sul lato sinistro del cofano motore in corrispondenza dei carburatori.
Nel settembre del 1963 cambia il look del muso in entrambe le vetture: sparisce la presa d'aria dinamica sul cofano; il motore viene leggermente abbassato sul telaio, in modo da poter lasciare il cofano "piatto"; viene adottata una più moderna griglia anteriore orizzontale a tutta larghezza (nella versione 1600 S vengono anche aggiunti due fari di profondità di diametro leggermente inferiore ai principali, sebbene questi ultimi mantengano sia la luce anabbagliante che abbagliante); il paraurti anteriore perde le due caratteristiche "banane" verticali, sostituite da due rostri ogivali simili a quelli della contemporanea berlina 1300-1500. Il cambio,  in precedenza ancora a 4 marce con sincronizzatori su seconda, terza e quarta, nella primavera del 1965 diventa finalmente a 5 marce tutte sincronizzate con quinta di potenza ma surmoltiplicata, decisamente più godibile. Nel 1966 questa vettura viene poi sostituita dalla 124 spider.